# District de Chuanying
Le district de Chuanying (chinois : 船营区 ; pinyin : chuányíng qū) est un district urbain de la ville-préfecture de Jilin, dans la province du Jilin en Chine.

## Culture

### Patrimoine
- Ancien temple de Guanyin